# Џеј Рамадановски (албум)
Џеј Рамадановски је други студијски албум српског и ромског певача Џеја Рамадановског, издат у новембру 1988. године за Дискотон. Један је од два албума извођача издата исте године, први је Зар ја да ти бришем сузе. Продуцент албума су Фута Радуловић и Рака Ђокић. Текстове за неке од песама написала је Марина Туцаковић.

## Списак песама
| №   | Назив                       | Текст            | Музика                    | Трајање |  |
| 1.  | Љубио сам нисам знао        | Марина Туцаковић | Александар Фута Радуловић | 3:28    |  |
| 2.  | Успио сам у животу          | Марина Туцаковић | Фута Радуловић            | 3:08    |  |
| 3.  | Пољуби ме без обзира на све | Марина Туцаковић | Фута Радуловић            | 2:42    |  |
| 4.  | Хеј кафано, мајко друга     | Злаја Тимотић    | Раде Вучковић             | 3:39    |  |
| 5.  | Ја се никад не предајем     | Злаја Тимотић    | Радослав Граић            | 3:27    |  |
| 6.  | Слажеш ли се ти             | Марина Туцаковић | Фута Радуловић            | 3:02    |  |
| 7.  | Нема, нема је               | Исо Леро Џамба   | Исо Леро                  | 2:50    |  |
| 8.  | Учини нешто животе          | Рама Демир       | Џеј Рамадановски          | 3:44    |  |
| 9.  | Виолино моја вило           | Марина Туцаковић | Фута Радуловић, Џеј       | 2:57    |  |
| 10. | Запевајмо сви               | Марина Туцаковић | Џеј                       | 3:10    |  |